# 2000–2001-es magyar férfi vízilabda-bajnokság (másodosztály)
A 2000–2001-es magyar férfi másodosztályú vízilabda-bajnokságban tizenkét csapat indult el, a csapatok egy kört játszottak, majd az 1-6. (A csoport) és a 7-12. (B csoport) helyezettek egymás közt még két kört.

## Tabella

### A csoport
| #  | Csapat                | M  | Gy | D | V  | G+ | G- | P  |
| -- | --------------------- | -- | -- | - | -- | -- | -- | -- |
| 1. | Bertók SC-Szentes     | 21 | 18 | 0 | 3  |    |    | 36 |
| 2. | Ybl Miklós FSE        | 21 | 13 | 2 | 6  |    |    | 28 |
| 3. | Ceglédi VSE-Geosaurus | 21 | 13 | 2 | 6  |    |    | 28 |
| 4. | Egri Vízmű            | 21 | 12 | 2 | 7  |    |    | 26 |
| 5. | Tatabányai VSE        | 21 | 10 | 1 | 10 |    |    | 21 |
| 6. | Kecskeméti VSC        | 21 | 7  | 2 | 12 |    |    | 16 |

### B csoport
| #  | Csapat                 | M  | Gy | D | V  | G+ | G- | P  |
| -- | ---------------------- | -- | -- | - | -- | -- | -- | -- |
| 1. | Neptun VSC             | 21 | 8  | 4 | 9  |    |    | 20 |
| 2. | Pécsi VSK-TÁSI         | 21 | 9  | 3 | 9  |    |    | 20 |
| 3. | Tipo VSC               | 21 | 7  | 4 | 10 |    |    | 18 |
| 4. | Hódmezővásárhelyi VSC  | 21 | 7  | 2 | 12 |    |    | 16 |
| 5. | Bánki Donát FSE        | 21 | 5  | 4 | 12 |    |    | 14 |
| 6. | Thermál VSK Békéscsaba | 21 | 9  | 3 | 15 |    |    | 9  |

* M: Mérkőzés Gy: Győzelem D: Döntetlen V: Vereség G+: Dobott gól G-: Kapott gól P: Pont